# Siamanna
Siamanna ist ein sardisches Dorf in der Provinz Oristano mit 752 Einwohnern (Stand 31. Dezember 2024). Die Nachbargemeinden sind Allai, Siapiccia, Simaxis und Villaurbana.
In dem Ort befindet sich ein kleiner Betrieb für die Herstellung des Pecorino sardo.